# Municipio de Kohlmeier
El municipio de Kohlmeier (en inglés: Kohlmeier Township) es un municipio ubicado en el condado de Rolette en el estado estadounidense de Dakota del Norte. En el año 2010 tenía una población de 27 habitantes y una densidad poblacional de 0,29 personas por km².

## Geografía
El municipio de Kohlmeier se encuentra ubicado en las coordenadas 48°40′59″N 100°4′12″O / 48.68306, -100.07000. Según la Oficina del Censo de los Estados Unidos, el municipio tiene una superficie total de 92.44 km², de la cual 91,31 km² corresponden a tierra firme y (1,22 %) 1,13 km² es agua.

## Demografía
Según el censo de 2010, había 27 personas residiendo en el municipio de Kohlmeier. La densidad de población era de 0,29 hab./km². De los 27 habitantes, el municipio de Kohlmeier estaba compuesto por el 92,59 % blancos, el 3,7 % eran de otras razas y el 3,7 % eran de una mezcla de razas. Del total de la población el 3,7 % eran hispanos o latinos de cualquier raza.